# Carduus pycnocephalus
Pour les autres espèces du même genre, voir Carduus.
Espèce
Classification phylogénétique
Carduus pycnocephalus, le chardon à capitules denses, est une espèce de plantes à fleurs du genre Carduus et de la famille des Asteraceae. Originaire du pourtour méditerranéen, de l'Europe centrale et du Caucase, c'est une espèce introduite dans d'autres régions du monde où elle est devenue envahissante.

## Description et habitat

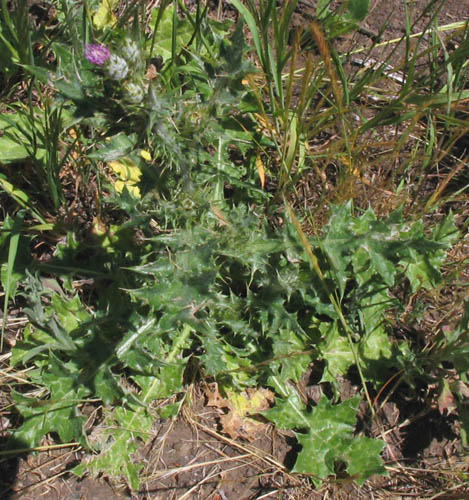
Spécimen en Californie.

C'est une plante thérophyte annuelle d'une taille de 20 cm à 2 m, ses tiges sont parsemées de piquants. Elle croit en rosette d'un diamètre de 25 cm à 36 cm dont la base est constituée de 5 à 10 feuilles de 10 cm à 15 cm.

## Liste des sous-espèces
Selon Catalogue of Life (6 octobre 2014) :
- sous-espèce Carduus pycnocephalus subsp. albidus (M.Bieb.) Kazmi
- sous-espèce Carduus pycnocephalus subsp. cinereus (M.Bieb.) P.H.Davis
- sous-espèce Carduus pycnocephalus subsp. intermedius (Lojac.) Giardina & Raimondo
- sous-espèce Carduus pycnocephalus subsp. marmoratus (Boiss. & Heldr.) P.H.Davis
- sous-espèce Carduus pycnocephalus subsp. pycnocephalus